# ČSD-Baureihe EMU 48.0
Die ČSD-Baureihe EMU 48.0 waren elektrische Triebwagen der Elektrischen Tatrabahn (Tatranská elektrická vicinálna dráha; TEVD), die 1912 mit zu den ersten gelieferten Fahrzeugen nach der Umstellung auf 1500 V Gleichspannung gehörten. Bei der TEVD trugen die Wagen die Nummern 4–6.

## Geschichte
Zur Erstausstattung der Verlängerung der elektrischen Tatrabahn gehörten diese drei Fahrzeuge, die wie die EMU 25.0 bis EMU 28.0 von Ganz & Co. und den Siemens-Schuckertwerken in Budapest geliefert wurden.
Im Gegensatz zu den zweimotorigen Fahrzeugen waren sie auf dem anspruchsvollen Abschnitt von Starý Smokovec nach Štrbské Pleso eingesetzt und versahen den Dienst über Jahrzehnte hinweg.
Die Lieferung der Reihe EMU 49.0 führte zur Modernisierung der Fahrzeuge, da gleichzeitig die Transportleistungen in den 1950er Jahren wieder stark anstiegen.
Erst durch die Lieferung der Reihe EMU 89.0 konnte auf die Fahrzeuge verzichtet werden. Sie wurden nach 1969 in die Reserve überführt. Die letzten Jahre waren sie speziell auf dem Streckenabschnitt Starý Smokovec–Tatranská Lomnica im Einsatz. Die Ausmusterungs der Fahrzeuge erfolgte am 27. Dezember 1972.

## Technische Merkmale
Die Fahrzeuge waren vierachsig. Die Motoren hatten die gleiche Leistung wie die zweiachsigen Fahrzeuge. Die beiden Fahrmotoren im Drehgestell waren ständig in Reihe geschaltet. Bei Serienschaltung der Fahrmotorengruppen hatte das Fahrzeug fünf Fahrstufen (davon eine Sparstufe), bei der Parallelschaltung beider Motorgruppen ebenfalls fünf Fahrstufen.
Die Fahrzeuge waren mit einer selbsttätigen pneumatischen Traktionsbremse und einer elektrischen Widerstandsbremse ausgerüstet.